# 液氮

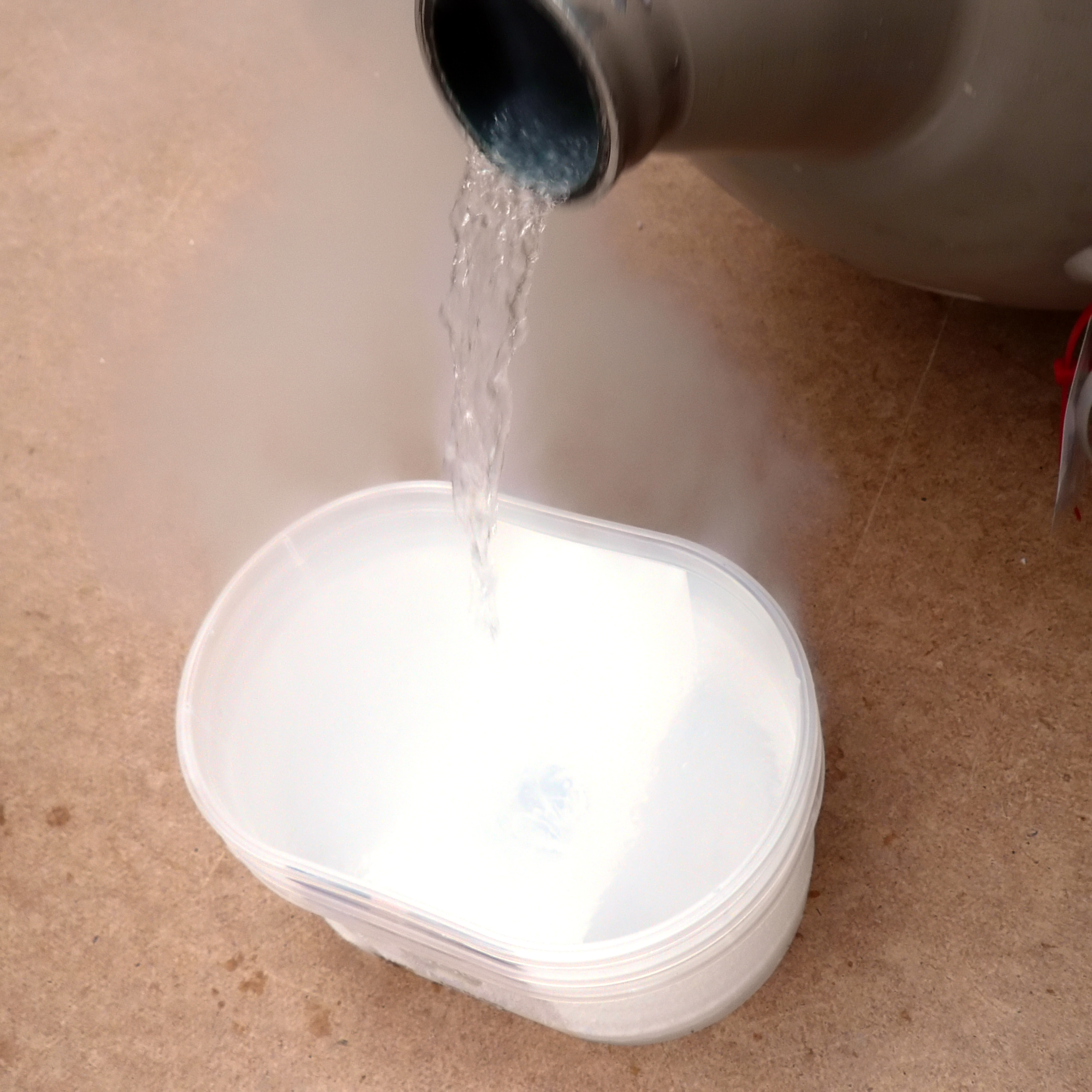
室溫下的液態氮

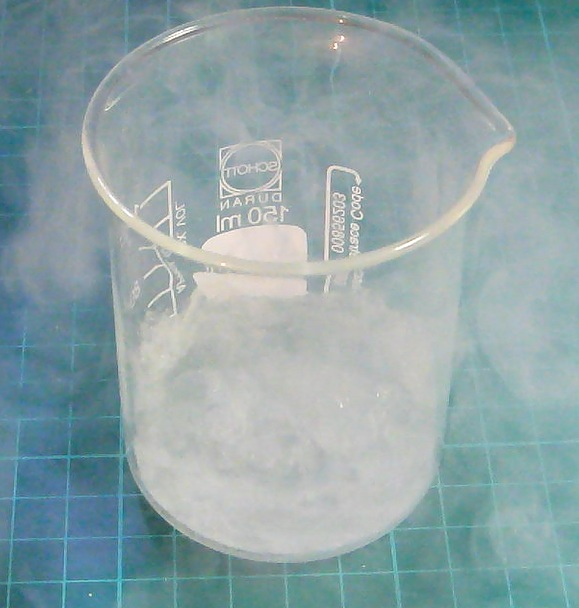
正在沸騰的液態氮

液態氮（常寫為LN2）是指惰性、無色、無嗅、無腐蝕性、不可燃的氮氣在溫度極低的環境下而得到的液體，是氮氣在低溫下形成的液體形態。氮的沸点為−195.79 °C（77 K），在正常大气压下温度如果在這以下就会形成液氮；如果加压，可以在更高的温度下得到液氮。人體若在無保護措施之情況接觸，皮膚會有嚴重凍傷之危險。如在常壓下汽化產生的氮氣過量，可使空氣中氧分壓下降，引起缺氧窒息。
在工業中，液態氮是由空氣分餾而得。先將空氣淨化後，在加壓、冷卻的環境下液化，藉由空氣中各組分之沸點不同加以分離。未被液化的氦氣最先洩出，接著就是占空氣中78.09%的氮氣，再來是占空氣中0.93%的氬氣，最後是占20.95%的氧氣。

## 用途
工业生产中，用压缩液体空气分馏的方法获得液氮，可以用于作为深度制冷剂，由于其化学惰性，可以直接和生物组织接触，立即冷冻而不会破坏生物活性，因此可以用于：
- 迅速冷冻和运输食品，或製作冰品；
- 保存活体组织，生物样品以及精子和卵子的储存；
- 鋼鐵工業用途，鋁鑄造之冷卻；
- 进行低溫物理學的研究；
- 在科学教育中演示低温状态。在常温下柔软的物体（如花瓣）在液氮中浸泡一下，就会脆如玻璃；
- 在外科手術中可以用迅速冷冻的方法帮助止血和去除皮肤表面的浅层需要割除的部位；
- 提供高温超导体显示超导性所需的温度，例如钇钡铜氧；
- 超頻玩家用於冷卻CPU、GPU等；
- 除滅紅火蟻。
- f22尾噴口

## 安全性

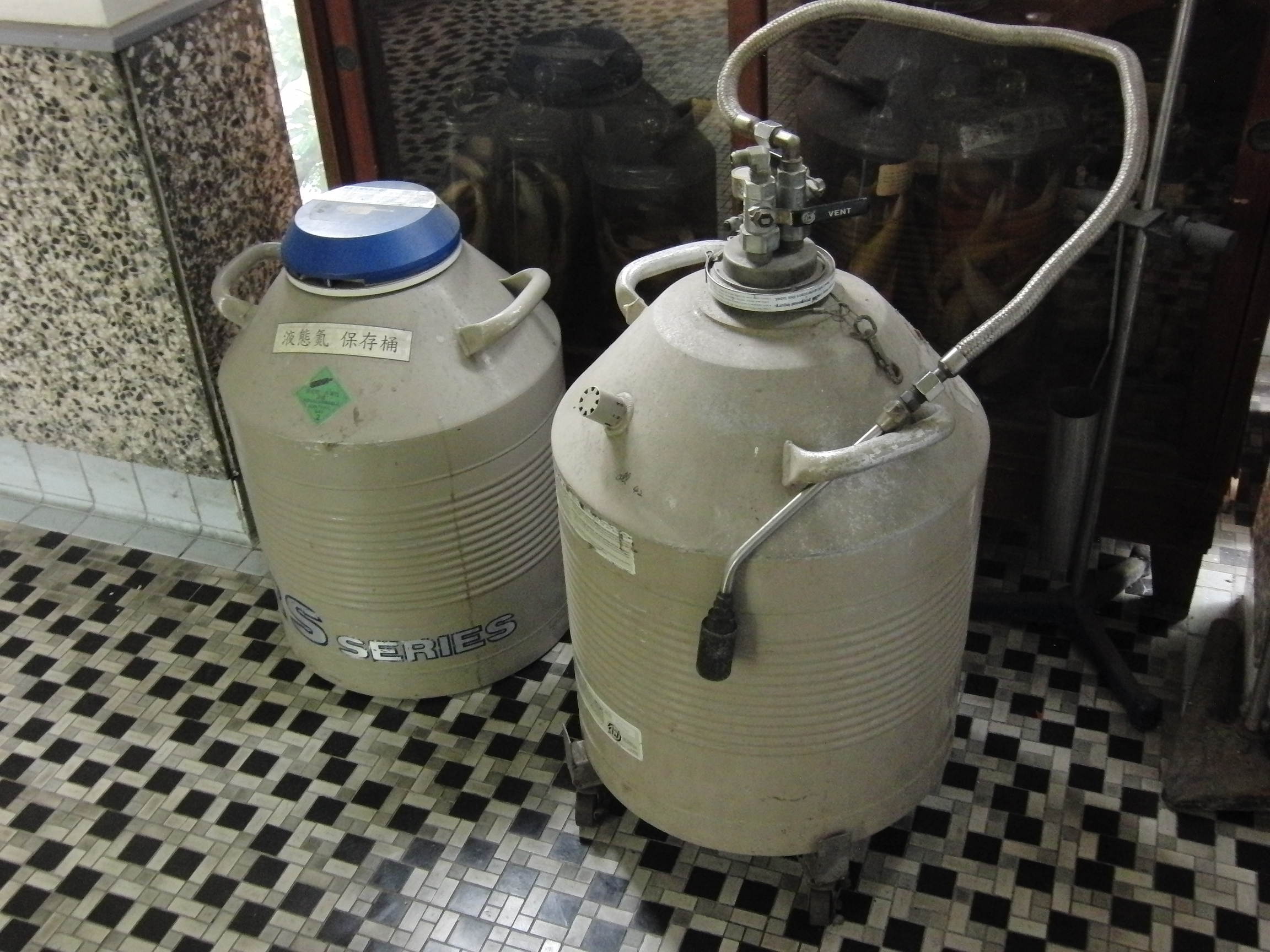
左為常壓式液態氮儲存桶（杜瓦瓶），右為正壓式液態氮儲存桶。正壓式儲存桶之存放期較長，且提取液態氮較為方便，僅需打開上方導管之閥門，液態氮將被桶中之正壓所迫出。

液態氮在常壓時的溫度相當的低，一旦與物體表面接觸將迅速地沸騰，同時也會帶走相當大量的熱能。因此，使用液態氮時須額外注意，避免與皮膚的直接接觸。裝填時應穿戴護具，如防凍手套。切忌使用棉質手套，棉質手套會藉由毛細現象吸著大量的液態氮，手套結凍而提高凍傷的可能性（甚至比不穿戴還要危險）。
液態氮在常溫環境下會迅速揮發為氮氣，由液態轉而成為氣態。同一時間，體積將快速膨脹，在非壓力式之密閉容器中儲存恐導致氣爆。若為非正壓式儲存桶，切勿將液態氮常溫儲存於密封容器中。
氮氣屬於非活性物質，若在密閉空間內使用液態氮，由液態氮所汽化出的氮氣將會填滿整個空間，慢慢地取代掉空氣中的氧氣，使氧濃度降低。氮氣無法替代氧氣作為呼吸作用所使用的氧化劑，因此能令人窒息，故必須在開放式的空間中使用液態氮。

## 應急措施
如吸入，迅速脫離現場至空氣新鮮處，保持呼吸道暢通。如呼吸停止，立即進行人工呼吸。就醫。
皮膚接觸：接觸液氮後，浸入溫水中，就醫。
眼睛接觸：脫離富氧區。接觸液氮後，立即用大量水沖洗15分鐘以上，就醫。
急救：
吸入：造成缺氧，必須將其移到空氣清新處，若人員已停止呼吸，采用人工呼吸；若呼吸困難，則吸氧，並迅速尋求醫療援助。
皮膚接觸：脫掉所有限制凍傷部位血液循環的衣服。不要揉搓凍結部分，以免引起肌肉組織受傷。將受傷部位放在不超過105°F（40°C）的溫水中浸泡。並立即請醫生治療。凍傷肌肉組織是無痛的，且呈現臘黃色。當它開始解凍時，皮膚會感覺腫脹，有疼痛感，並且容易感染。如果身體凍傷部分已解凍，須用乾燥無菌布蓋上，並用壹大塊保護性外罩裹好等待醫療處理。對於大面積凍傷，先脫掉衣服，然後用溫水沖洗,並請醫生治療。
眼接觸：接觸液體後，立即用不超過105°F（40°C）的溫水來給凍傷部分升溫。
對保護施救者的忠告：進入事故現場應佩戴自給正壓式呼吸器。